# 非典型失眠症
非典型失眠症又称嗜睡型失眠症，是一种广义的失眠，对应非典型抑郁症的失眠症状。非典型失眠症（也称嗜睡型抑郁症）的主要特征为查不到病理（患者群体都查不到病理，可以认为是科研上病理不明）但患者嗜睡症状明显，从科研病理（而非从纯心理角度）上认为这是一种中枢嗜睡型的慢性疾病。患者的主要普遍症状为白日嗜睡，由此说明夜间没能得到完全正常的睡眠。表面是白日嗜睡，更深层的原因应该是夜间的睡眠受到干扰（乃至一直受到干扰），导致白日睡眠不足，因此也是失眠，称为嗜睡型的广义失眠（非典型的广义失眠）。
嗜睡型抑郁症、非典型抑郁症、发作性睡病2型、严重慢性疲劳综合症这些与中枢特发性嗜睡症的持续嗜睡均科研上病理不明，均依赖排他性的诊断方式，有可能这几类病症的病理分型存在很大的重叠或者完全重叠。
针对以上几样至今科研上病理不明的嗜睡症，一个病理假说为觉醒控制核团（复旦大学等团队发现临床上有每日睡眠量超过20小时三例重度嗜睡患者的下丘脑室旁核功能受损，并通过动物实验复现这样的觉醒控制核团的病变及症状，如下丘脑室旁核；临床上的下丘脑综合症往往也会引发严重嗜睡）旁边的小血管堵住（小于1MM病变的话那么3T磁共振成像基本都看不见，3T磁共振基本是各大医院的最高场强磁共振设备了；进一步而言，即便全球最高端临床磁共振设备扫描此部位，1MM的分辨率限制也不一定提高多少，依旧存在盲点）导致二氧化碳超标，超标二氧化碳成为天然的7*24小时麻醉剂，从而引发嗜睡等复杂症状。举例说明，人体下丘脑室旁核大小就3-5MM，受损会导致超过每日20小时的严重嗜睡，那么小于1MM的病变引起当前临床手段查不出来的明显嗜睡是完全可能的，从相对数而言病患比例很低但从绝对数而言病患总数估计不少，该假说期待动物实验等的进一步证实。